# Баччокки, Симоне
Симо́не Баччо́кки (итал. Simone Bacciocchi; родился 22 января 1977 года в Сан-Марино) — сан-маринский футболист и футбольный тренер, выступавший на позиции защитника, нынешний член тренерского штаба сан-маринской команды «Виртус».

## Биография
Баччокки выступал за различные любительские и полу-профессиональные клубы Италии и Сан-Марино. В составе команды «Ювенес/Догана» принимал участие в Лиге Европы УЕФА сезона 2011/12 как обладатель Кубка Сан-Марино, его команда начала автоматически выступление со второго раунда, в котором проиграла македонскому «Работнички» в двух матчах 0:1 и 0:3. В составе команды «Либертас» он стал серебряным призёром чемпионата Сан-Марино сезона 2012/13 и сыграл два матча в Лиге Европы УЕФА сезона 2013/14 против «Сараево» (два поражения 0:1 и 1:2). За сборную Сан-Марино сыграл 59 матчей, что является одним из лучших достижений в национальной сборной среди защитников.

## Достижения
- Обладатель Кубка Сан-Марино: 2011 (Ювенес/Догана)